# Bétia
Bétia, également connue sous le nom de Reine Betty ou son nom français de Marie Elisabeth Sabbabadie ou Sobobie, est une reine malgache de la tribu Betsimisaraka de la partie Est de Madagascar, plus précisément de l'ile Sainte-Marie. Elle naît vers 1735, et meurt le 14 octobre 1805 à Vacoas.

## Biographie

### Accession au trône de Sainte-Marie
Fille du roi Betsimisaraka Ratsimilaho et petite-fille du pirate anglais Thomas Tew, Bétia devient Reine de l'île Sainte-Marie à la mort de son père. Son demi-frère Zanahary d'origine sakalava est nommé successeur de son père mais Bétia peut s'appuyer sur ses propres partisans. Les deux héritiers rentrent alors dans une guerre de succession qui pousse Bétia à se rapprocher de la France. La reine Betty est réputée par sa beauté remarquable. 

### Cession de l'île Sainte-Marie à la France
Le 30 juillet 1750, Bétia cède officiellement l'île Sainte-Marie à la France, un traité a été signé à bord du navire mars et en présence des chefs locaux. Ce traité stipulait « l'abandon entier et sans restriction au roi Louis XV et à sa compagnie des Indes orientales l'île sainte Marie, son port, l'îlot qui la ferme et sans payer à la reine ni à ses successeurs aucun droit et restriction pour cause de ladite acquisition ».
Selon la légende, son geste est motivé par son amour pour le caporal français : Jean Onesime Filet, un gascon originaire de Casteljaloux, connu sous le nom de La Bigorne, chef de traite de la Compagnie des Indes. Dans les faits, il semble que son père avait déjà entamé des pourparlers avec la Compagnie et que l'agent commercial français Gosse Adam de Villier  a achevé de convaincre Bétia de céder ses terres au roi de France. Ceci a entraîné un grand soulèvement populaire. Les partisans de Zanahary n'acceptent pas sa décision et se révoltent contre les Français, en les massacrant et en assassinant notamment le gouverneur Gosse, qu'ils accusent d'avoir profané la tombe de Ratsimilaho. Accusée d'être à l'origine de la mort du gouverneur, Bétia est arrêtée pour rébellion et emprisonnée temporairement avant d'être reconnue non coupable. Vers 1750 ou 1751, elle part à l'Île-de-France, actuelle Ile Maurice, où elle s'installe définitivement avec son entourage en 1758. De 1763 à 1792, elle vit entre les régions de Port-Louis, Plaines Willhems et de Vacoas où elle possède plusieurs résidences. Elle est la première personne de couleur libre à recevoir des terres de l'État à l'Ile-de-France. Elle s'investit dans le commerce et mène ses affaires avec succès, devenant vraisemblablement un élément important de la haute société coloniale de l'île, intervenant en soutien des esclaves malgaches et des Malgaches libres,.
En 1762, elle retourne à Sainte-Marie pour le compte de la Compagnie des Indes. Cette dernière juge en effet Bétia susceptible de défendre les intérêts français et capable de mener des négociations efficaces aux côtés du caporal La Bigorne. Chargée d'assurer la reprise du commerce avec l'île malgache et avec le comptoir de Foulpointe, Bétia consent à céder son trône à Zanahary en signe de paix. La France reconnait ainsi la souveraineté de ce dernier sur l'île.
Baptisée le 1er février 1775 par le père Delfolie à la cathédrale de Port-Louis, Bétia aurait épousé le caporal La Bigorne. Le 19 mai 1780, elle est naturalisée française sous le nom de Marie Elisabeth (Betty) « Sabbabadie en reconnaissance des services rendus par son mari aux Français à Madagascar »,.